# Clubiona pygmaea
Clubiona pygmaea är en spindelart som beskrevs av Banks 1892. Clubiona pygmaea ingår i släktet Clubiona och familjen säckspindlar. Inga underarter finns listade i Catalogue of Life.